# National Hockey League 1985-1986
La stagione 1985-1986 è stata la 69ª edizione della National Hockey League. La stagione regolare iniziò il 10 ottobre 1985 e si concluse il 6 aprile 1986, mentre i playoff della Stanley Cup terminarono il 14 maggio 1986. Gli Hartford Whalers ospitarono l'NHL All-Star Game presso l'Hartford Civic Center il 4 febbraio 1986. I Montréal Canadiens sconfissero i Calgary Flames nella finale di Stanley Cup per 4-1, conquistando il ventitreesimo titolo nella storia della franchigia.
La dirigenza della lega decise di creare un nuovo trofeo, il Presidents' Trophy, da assegnare alla squadra con il miglior record al termine della stagione regolare; i primi vincitori furono gli Edmonton Oilers, capaci di totalizzare 119 punti in 80 partite giocate. L'attaccante degli Oilers Wayne Gretzky superò per la quarta volta in cinque stagioni quota 200 punti, stabilendo il nuovo record assoluto, 215, grazie 52 reti e 163 assist. Il suo compagno di squadra Paul Coffey, autore di 48 gol, infranse invece il record di reti segnate da un difensore detenuto da Bobby Orr. Per l'ultima volta il primo turno dei playoff fu disputato al meglio delle cinque gare, portate a sette dalla stagione successiva per evitare troppe eliminazioni a sorpresa.

## Squadre partecipanti
- Boston Bruins
- Buffalo Sabres
- Calgary Flames
- Chicago Blackhawks
- Detroit Red Wings
- Edmonton Oilers
- Hartford Whalers
- Los Angeles Kings
- Minnesota North Stars
- Montreal Canadiens
- New Jersey Devils

- New York Islanders
- New York Rangers
- Philadelphia Flyers
- Pittsburgh Penguins
- Quebec Nordiques
- St. Louis Blues
- Toronto Maple Leafs
- Vancouver Canucks
- Washington Capitals
- Winnipeg Jets

## Pre-season

### NHL Entry Draft
L'Entry Draft si tenne il 15 giugno 1985 presso il Convention Centre di Toronto, in Ontario. I Toronto Maple Leafs nominarono come prima scelta assoluta il difensore canadese Wendel Clark. Altri giocatori rilevanti all'esordio in NHL furono Joe Nieuwendyk, Mike Richter, Steve Chiasson e Sean Burke.

## Stagione regolare

### Classifiche
= Qualificata per i playoff,       = Primo posto nella Conference,       = Vincitore del Presidents' Trophy

#### Prince of Wales Conference
Adams Division
|    |                    | PG | V  | S  | N  | GF  | GS  | PT |
| -- | ------------------ | -- | -- | -- | -- | --- | --- | -- |
| 1. | Quebec Nordiques   | 80 | 43 | 31 | 6  | 330 | 289 | 92 |
| 2. | Montreal Canadiens | 80 | 40 | 33 | 7  | 330 | 280 | 87 |
| 3. | Boston Bruins      | 80 | 37 | 31 | 12 | 311 | 288 | 86 |
| 4. | Hartford Whalers   | 80 | 40 | 36 | 4  | 332 | 302 | 84 |
| 5. | Buffalo Sabres     | 80 | 37 | 37 | 6  | 296 | 291 | 80 |

Patrick Division
|    |                     | PG | V  | S  | N  | GF  | GS  | PT  |
| -- | ------------------- | -- | -- | -- | -- | --- | --- | --- |
| 1. | Philadelphia Flyers | 80 | 53 | 23 | 4  | 335 | 241 | 110 |
| 2. | Washington Capitals | 80 | 50 | 23 | 7  | 315 | 272 | 107 |
| 3. | New York Islanders  | 80 | 39 | 29 | 12 | 327 | 284 | 90  |
| 4. | New York Rangers    | 80 | 36 | 38 | 6  | 280 | 276 | 78  |
| 5. | Pittsburgh Penguins | 80 | 34 | 38 | 8  | 313 | 305 | 76  |
| 6. | New Jersey Devils   | 80 | 28 | 49 | 3  | 300 | 374 | 59  |

#### Clarence Campbell Conference
Norris Division
|    |                       | PG | V  | S  | N | GF  | GS  | PT |
| -- | --------------------- | -- | -- | -- | - | --- | --- | -- |
| 1. | Chicago Blackhawks    | 80 | 39 | 33 | 8 | 351 | 349 | 86 |
| 2. | Minnesota North Stars | 80 | 38 | 33 | 9 | 327 | 305 | 85 |
| 3. | St. Louis Blues       | 80 | 37 | 34 | 9 | 302 | 291 | 83 |
| 4. | Toronto Maple Leafs   | 80 | 25 | 48 | 7 | 311 | 386 | 57 |
| 5. | Detroit Red Wings     | 80 | 17 | 57 | 6 | 266 | 415 | 40 |

Smythe Division
|    |                   | PG | V  | S  | N  | GF  | GS  | PT  |
| -- | ----------------- | -- | -- | -- | -- | --- | --- | --- |
| 1. | Edmonton Oilers   | 80 | 56 | 17 | 7  | 426 | 310 | 119 |
| 2. | Calgary Flames    | 80 | 40 | 31 | 9  | 354 | 315 | 89  |
| 3. | Winnipeg Jets     | 80 | 26 | 47 | 7  | 295 | 372 | 59  |
| 4. | Vancouver Canucks | 80 | 23 | 44 | 13 | 282 | 333 | 59  |
| 5. | Los Angeles Kings | 80 | 23 | 49 | 8  | 284 | 389 | 54  |

### Statistiche

#### Classifica marcatori
La seguente lista elenca i migliori marcatori al termine della stagione regolare.

| Giocatore      | Squadra               | PG | G  | A   | Pt  | +/- | MP  |
| -------------- | --------------------- | -- | -- | --- | --- | --- | --- |
| Wayne Gretzky  | Edmonton Oilers       | 80 | 52 | 163 | 215 | +71 | 46  |
| Mario Lemieux  | Pittsburgh Penguins   | 79 | 48 | 93  | 141 | -6  | 43  |
| Paul Coffey    | Edmonton Oilers       | 79 | 48 | 90  | 138 | +61 | 120 |
| Jari Kurri     | Edmonton Oilers       | 78 | 68 | 63  | 131 | +45 | 22  |
| Mike Bossy     | New York Islanders    | 80 | 61 | 62  | 123 | +30 | 14  |
| Peter Šťastný  | Quebec Nordiques      | 76 | 41 | 81  | 122 | +2  | +60 |
| Denis Savard   | Chicago Blackhawks    | 80 | 47 | 69  | 116 | +7  | 111 |
| Mats Näslund   | Montreal Canadiens    | 80 | 43 | 67  | 110 | +11 | 16  |
| Dale Hawerchuk | Winnipeg Jets         | 80 | 46 | 59  | 105 | -27 | 44  |
| Neal Broten    | Minnesota North Stars | 80 | 29 | 76  | 105 | +14 | 47  |

#### Classifica portieri
La seguente lista elenca i migliori portieri al termine della stagione regolare.

| Giocatore          | Squadra                           | PG | Min  | V  | S  | P | GS  | SO | Sv%  | MGS  |
| ------------------ | --------------------------------- | -- | ---- | -- | -- | - | --- | -- | ---- | ---- |
| Bob Froese         | Philadelphia Flyers               | 51 | 2728 | 31 | 10 | 3 | 116 | 5  | .909 | 2.55 |
| Al Jensen          | Washington Capitals               | 44 | 2437 | 28 | 9  | 3 | 129 | 2  | .890 | 3.18 |
| Clint Malarchuk    | Quebec Nordiques                  | 46 | 2657 | 26 | 12 | 4 | 142 | 4  | .895 | 3.21 |
| Kelly Hrudey       | New York Islanders                | 45 | 2563 | 19 | 15 | 8 | 137 | 1  | .906 | 3.21 |
| John Vanbiesbrouck | New York Rangers                  | 61 | 3326 | 31 | 21 | 5 | 184 | 3  | .887 | 3.32 |
| Patrick Roy        | Montreal Canadiens                | 47 | 2651 | 23 | 18 | 3 | 148 | 1  | .875 | 3.35 |
| Pat Riggin         | Washington Capitals Boston Bruins | 46 | 2641 | 19 | 14 | 9 | 150 | 1  | .864 | 3.41 |
| Rick Wamsley       | St. Louis Blues                   | 42 | 2517 | 22 | 16 | 3 | 144 | 1  | .894 | 3.43 |
| Pete Peeters       | Boston Bruins Washington Capitals | 42 | 2506 | 22 | 15 | 4 | 144 | 1  | .875 | 3.45 |
| Don Beaupre        | Minnesota North Stars             | 52 | 3073 | 25 | 20 | 6 | 182 | 1  | .892 | 3.55 |

## Playoff

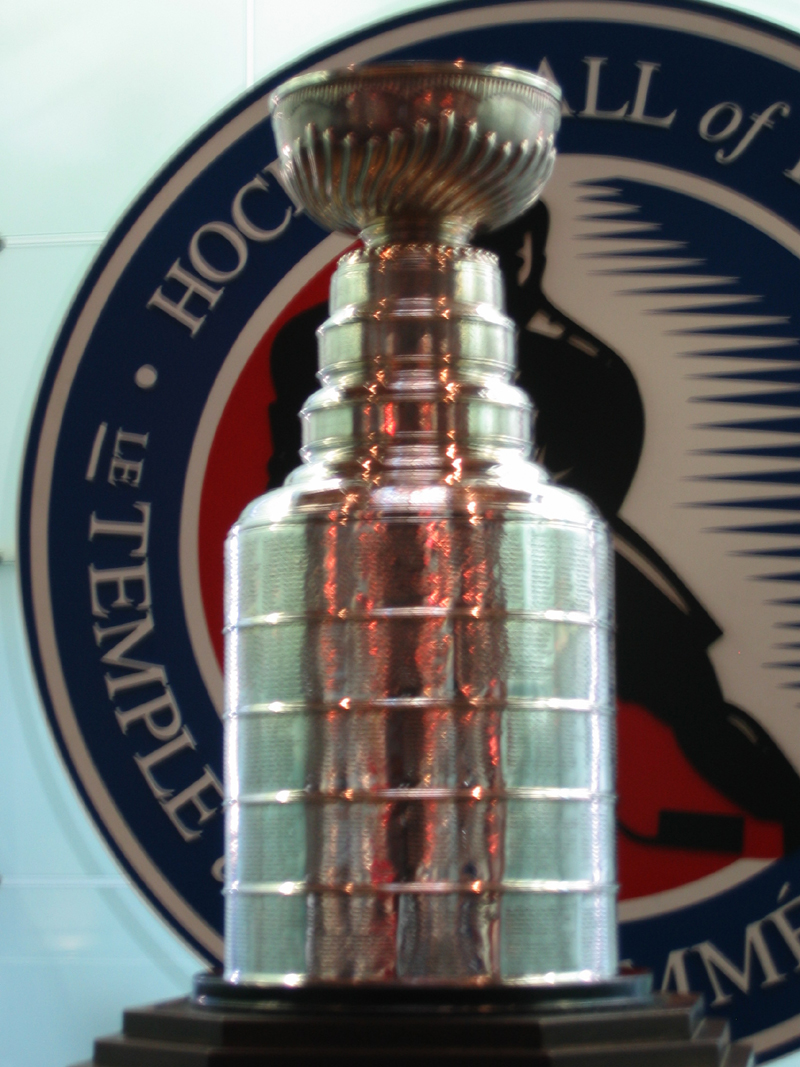
Il trofeo della Stanley Cup

Al termine della stagione regolare le migliori 16 squadre del campionato si sono qualificate per i playoff. Gli Edmonton Oilers si aggiudicarono il Presidents' Trophy avendo ottenuto il miglior record della lega con 119 punti.

### Tabellone playoff
Nel primo turno la squadra con il ranking più alto di ciascuna Division si sfida con quella dal posizionamento più basso seguendo lo schema 1-4 e 2-3, usufruendo anche del vantaggio del fattore campo. Il secondo turno determina la vincente divisionale, mentre il terzo vede affrontarsi le squadre vincenti delle Division della stessa Conference per accedere alla finale di Stanley Cup. Il fattore campo osservato nelle finali di conference e in finale di Stanley Cup fu determinato dai punti ottenuti in stagione regolare. Nel primo turno, al meglio delle cinque gare, si seguì il formato 2-2-1. Nelle altre serie, al meglio delle sette sfide, si seguì il formato 2-2-1-1-1: la squadra migliore in stagione regolare avrebbe disputato in casa Gara-1 e 2, (se necessario anche Gara-5 e 7), mentre quella posizionata peggio avrebbe giocato nel proprio palazzetto Gara-3 e 4 (se necessario anche Gara-6).
|  | Semifinali Division | Semifinali Division   | Semifinali Division |                     |    | Finali Division     | Finali Division | Finali Division |  |  | Finali Conference | Finali Conference | Finali Conference |  |  | Finale Stanley Cup | Finale Stanley Cup | Finale Stanley Cup |  |
|  |                     |                       |                     |                     |    |                     |                 |                 |  |  |                   |                   |                   |  |  |                    |                    |                    |  |
|  | A1                  | Quebec Nordiques      | 1                   |                     |    |                     |                 |                 |  |  |                   |                   |                   |  |  |                    |                    |                    |  |
|  | A1                  | Quebec Nordiques      | 1                   |                     |    |                     |                 |                 |  |  |                   |                   |                   |  |  |                    |                    |                    |  |
|  | A4                  | Hartford Whalers      | 3                   |                     |    |                     |                 |                 |  |  |                   |                   |                   |  |  |                    |                    |                    |  |
|  | A4                  | Hartford Whalers      | 3                   |                     | A4 | Hartford Whalers    | 3               |                 |  |  |                   |                   |                   |  |  |                    |                    |                    |  |
|  |                     |                       |                     |                     | A4 | Hartford Whalers    | 3               |                 |  |  |                   |                   |                   |  |  |                    |                    |                    |  |
|  |                     |                       | A2                  | Montreal Canadiens  | 4  |                     |                 |                 |  |  |                   |                   |                   |  |  |                    |                    |                    |  |
|  | A2                  | Montreal Canadiens    | A2                  | Montreal Canadiens  | 4  | 3                   |                 |                 |  |  |                   |                   |                   |  |  |                    |                    |                    |  |
|  | A2                  | Montreal Canadiens    |                     |                     |    |                     |                 |                 |  |  |                   |                   |                   |  |  |                    |                    |                    |  |
|  | A3                  | Boston Bruins         | 0                   |                     |    |                     |                 |                 |  |  |                   |                   |                   |  |  |                    |                    |                    |  |
|  | A3                  | Boston Bruins         | 0                   |                     | A2 | Montreal Canadiens  | 4               |                 |  |  |                   |                   |                   |  |  |                    |                    |                    |  |
|  |                     |                       |                     |                     |    |                     |                 |                 |  |  |                   |                   |                   |  |  |                    |                    |                    |  |
|  |                     |                       | P4                  | New York Rangers    | 1  |                     |                 |                 |  |  |                   |                   |                   |  |  |                    |                    |                    |  |
|  | P1                  | Philadelphia Flyers   | P4                  | New York Rangers    | 1  | 2                   |                 |                 |  |  |                   |                   |                   |  |  |                    |                    |                    |  |
|  | P1                  | Philadelphia Flyers   |                     |                     |    |                     |                 |                 |  |  |                   |                   |                   |  |  |                    |                    |                    |  |
|  | P4                  | New York Rangers      | 3                   |                     |    |                     |                 |                 |  |  |                   |                   |                   |  |  |                    |                    |                    |  |
|  | P4                  | New York Rangers      | 3                   |                     | P4 | New York Rangers    | 4               |                 |  |  |                   |                   |                   |  |  |                    |                    |                    |  |
|  |                     |                       |                     |                     | P4 | New York Rangers    | 4               |                 |  |  |                   |                   |                   |  |  |                    |                    |                    |  |
|  |                     |                       | P2                  | Washington Capitals | 2  |                     |                 |                 |  |  |                   |                   |                   |  |  |                    |                    |                    |  |
|  | P2                  | Washington Capitals   | P2                  | Washington Capitals | 2  | 3                   |                 |                 |  |  |                   |                   |                   |  |  |                    |                    |                    |  |
|  | P2                  | Washington Capitals   |                     |                     |    |                     |                 |                 |  |  |                   |                   |                   |  |  |                    |                    |                    |  |
|  | P3                  | New York Islanders    | 0                   |                     |    |                     |                 |                 |  |  |                   |                   |                   |  |  |                    |                    |                    |  |
|  | P3                  | New York Islanders    | 0                   |                     | A2 | Montreal Canadiens  | 4               |                 |  |  |                   |                   |                   |  |  |                    |                    |                    |  |
|  |                     |                       |                     |                     |    |                     |                 |                 |  |  |                   |                   |                   |  |  |                    |                    |                    |  |
|  |                     |                       | S2                  | Calgary Flames      | 1  |                     |                 |                 |  |  |                   |                   |                   |  |  |                    |                    |                    |  |
|  | N1                  | Chicago Blackhawks    | S2                  | Calgary Flames      | 1  | 2                   |                 |                 |  |  |                   |                   |                   |  |  |                    |                    |                    |  |
|  | N1                  | Chicago Blackhawks    |                     |                     |    |                     |                 |                 |  |  |                   |                   |                   |  |  |                    |                    |                    |  |
|  | N4                  | Toronto Maple Leafs   | 3                   |                     |    |                     |                 |                 |  |  |                   |                   |                   |  |  |                    |                    |                    |  |
|  | N4                  | Toronto Maple Leafs   | 3                   |                     | N4 | Toronto Maple Leafs | 3               |                 |  |  |                   |                   |                   |  |  |                    |                    |                    |  |
|  |                     |                       |                     |                     | N4 | Toronto Maple Leafs | 3               |                 |  |  |                   |                   |                   |  |  |                    |                    |                    |  |
|  |                     |                       | N3                  | St. Louis Blues     | 4  |                     |                 |                 |  |  |                   |                   |                   |  |  |                    |                    |                    |  |
|  | N2                  | Minnesota North Stars | N3                  | St. Louis Blues     | 4  | 2                   |                 |                 |  |  |                   |                   |                   |  |  |                    |                    |                    |  |
|  | N2                  | Minnesota North Stars |                     |                     |    |                     |                 |                 |  |  |                   |                   |                   |  |  |                    |                    |                    |  |
|  | N3                  | St. Louis Blues       | 3                   |                     |    |                     |                 |                 |  |  |                   |                   |                   |  |  |                    |                    |                    |  |
|  | N3                  | St. Louis Blues       | 3                   |                     | N3 | St. Louis Blues     | 3               |                 |  |  |                   |                   |                   |  |  |                    |                    |                    |  |
|  |                     |                       |                     |                     |    |                     |                 |                 |  |  |                   |                   |                   |  |  |                    |                    |                    |  |
|  |                     |                       | S2                  | Calgary Flames      | 4  |                     |                 |                 |  |  |                   |                   |                   |  |  |                    |                    |                    |  |
|  | S1                  | Edmonton Oilers       | S2                  | Calgary Flames      | 4  | 3                   |                 |                 |  |  |                   |                   |                   |  |  |                    |                    |                    |  |
|  | S1                  | Edmonton Oilers       |                     |                     |    |                     |                 |                 |  |  |                   |                   |                   |  |  |                    |                    |                    |  |
|  | S4                  | Vancouver Canucks     | 0                   |                     |    |                     |                 |                 |  |  |                   |                   |                   |  |  |                    |                    |                    |  |
|  | S4                  | Vancouver Canucks     | 0                   |                     | S1 | Edmonton Oilers     | 3               |                 |  |  |                   |                   |                   |  |  |                    |                    |                    |  |
|  |                     |                       |                     |                     | S1 | Edmonton Oilers     | 3               |                 |  |  |                   |                   |                   |  |  |                    |                    |                    |  |
|  |                     |                       | S2                  | Calgary Flames      | 4  |                     |                 |                 |  |  |                   |                   |                   |  |  |                    |                    |                    |  |
|  | S2                  | Calgary Flames        | S2                  | Calgary Flames      | 4  | 3                   |                 |                 |  |  |                   |                   |                   |  |  |                    |                    |                    |  |
|  | S2                  | Calgary Flames        |                     |                     |    |                     |                 |                 |  |  |                   |                   |                   |  |  |                    |                    |                    |  |
|  | S3                  | Winnipeg Jets         | 0                   |                     |    |                     |                 |                 |  |  |                   |                   |                   |  |  |                    |                    |                    |  |

### Stanley Cup
La finale della Stanley Cup 1986 è stata una serie al meglio delle sette gare che ha determinato il campione della National Hockey League per la stagione 1985-86. I Montreal Canadiens hanno sconfitto i Calgary Flames in cinque partite e si sono aggiudicati la Stanley Cup per la ventitreesima volta nella loro storia.

## Premi NHL
- Stanley Cup: Montreal Canadiens
- Presidents' Trophy: Edmonton Oilers

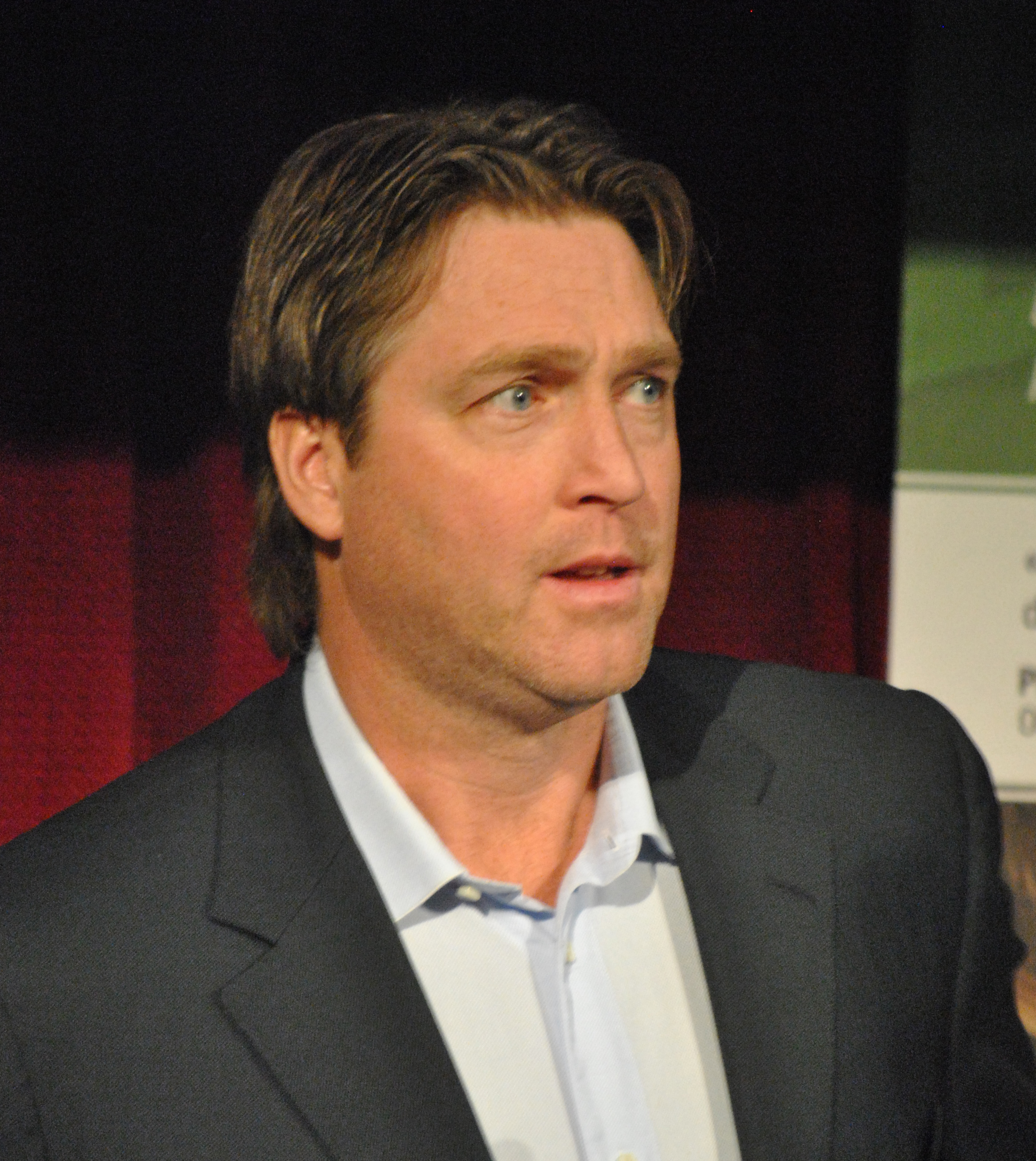
Il portiere dei Montreal Canadiens Patrick Roy fotografato nel 2010, capace da esordiente di vincere la Stanley Cup e il Conn Smythe Trophy.

- Prince of Wales Trophy: Montreal Canadiens
- Clarence S. Campbell Bowl: Calgary Flames
- Art Ross Trophy: Wayne Gretzky (Edmonton Oilers)
- Bill Masterton Memorial Trophy: Charlie Simmer (Boston Bruins)
- Calder Memorial Trophy: Gary Suter (Calgary Flames)
- Conn Smythe Trophy: Patrick Roy (Montreal Canadiens)
- Frank J. Selke Trophy: Troy Murray (Chicago Black Hawks)
- Hart Memorial Trophy: Wayne Gretzky (Edmonton Oilers)
- Jack Adams Award: Glen Sather (Edmonton Oilers)
- James Norris Memorial Trophy: Paul Coffey (Edmonton Oilers)
- Lady Byng Memorial Trophy: Mike Bossy (New York Islanders)
- Lester B. Pearson Award: Mario Lemieux (Pittsburgh Penguins)
- Lester Patrick Trophy: John MacInnes, Jack Riley
- NHL Plus/Minus Award: Mark Howe (Philadelphia Flyers)
- Vezina Trophy: John Vanbiesbrouck (New York Rangers)
- William M. Jennings Trophy: Bob Froese e Darren Jensen (Philadelphia Flyers)

### NHL All-Star Team
First All-Star Team
- Attaccanti: Michel Goulet • Wayne Gretzky • Mike Bossy
- Difensori: Paul Coffey • Mark Howe
- Portiere: John Vanbiesbrouck

Second All-Star Team
- Attaccanti: Mats Näslund • Mario Lemieux • Jari Kurri
- Difensori: Larry Robinson • Ray Bourque
- Portiere: Bob Froese

NHL All-Rookie Team
- Attaccanti: Mike Ridley • Wendel Clark • Kjell Dahlin
- Difensori: Gary Suter • Dana Murzyn
- Portiere: Patrick Roy